# Rode kroonslak
De rode kroonslak (Doto sarsiae) is een slakkensoort uit de familie van de kroonslakken (Dotidae). De wetenschappelijke naam van de soort werd in 1992 voor het eerst geldig gepubliceerd door Morrow, Thorpe & Picton.

## Beschrijving
De rode kroonslak is een kleine Doto-soort van de coronata-groep, met maximaal 7 paar cerata. De cerata zijn knotsvormig, snel taps toelopend naar een stompe terminale tuberkel. De tubekels zijn meestal in vijf rijen en hebben grote, ronde, rode pigmentvlekken. Het lichaam is wit met dichte vlekken van donkerrood pigment. De spijsverteringsklier is helder rozerood van kleur.
Dit dier voedt zich uitsluitend met de hydroïdpoliep Coryne eximia. Deze hydroïdpoliep groeit in dichte massa's op kelpstelen en op oppervlakken van rotsen die onderhevig zijn aan sterke getijdenstromen of golfbewegingen, meestal in de infralitorale zone en sublitorale rand. Doto sarsiae wordt gevonden tussen de stengels van de hydroïdpoliep, waar hij ook zijn witte linten van kuit legt.

## Verspreiding
Deze soort werd nieuw (1992) beschreven vanaf het eiland Man in de Ierse Zee, maar is waarschijnlijk niet ongewoon in geschikte blootgestelde leefomgevingen. Mogelijk leeft deze Doto-soort op veel meer plaatsen langs de Europese westkust waar zijn voedselsoort aanwezig is. Uit Nederland is tot 2021 slechts één enkele waarneming bekend uit de noordwestelijke Oosterschelde (Burghsluis, 2001).